# Quaqua radiata
Quaqua radiata är en oleanderväxtart som beskrevs av D.C.H. Plowes. Quaqua radiata ingår i släktet Quaqua och familjen oleanderväxter. Inga underarter finns listade i Catalogue of Life.